# Ruud Jolie
Ruud (teljes nevén Rudolf Adrianus) Jolie (Tilburg, 1976. április 19. –) rockgitáros, a holland Within Temptation tagja.

## Életrajz, információk
Egyke gyermekként nőtt fel, főként countryt és más hasonló irányzatú zenét hallgatott, később azonban metált és rockzenét kezdett hallgatni. Gyermekkorában tanult ugyan zenét, de nem gondolt arra, hogy profi szinten foglalkozzon a zenéléssel, egészen addig a napig, míg egy barátja meg nem mutatott neki egy Iron Maiden koncertfelvételt.
Ez a nap fordulópont volt Ruud életében, hiszen ekkor döntötte el, hogy a zongorázás és a dobolás után gitározni szeretne. „Annak idején, úgy húsz évvel ezelőtt, még billentyűs hangszereken játszottam, aztán az egyik barátom adott egy videót. Az Iron Maiden egyik koncertfelvételét. Megnéztem és úgy döntöttem, hogy mostantól gitározni akarok. A szüleim persze úgy reagáltak, hogy: „Na és legközelebb min akarsz játszani? Dobon? Gitárról ne is álmodozzál!” De mindig félretettem a pénzemet, és vettem magamnak egy gitárt.”- mesélte Ruud az Ekulturának. Később a holland Brabants Konzervatórium dzsesszgitár szakán végzett, diplomáját 1999-ben szerezte meg.
A gitáron kívül dobolni és zongorázni is tud, de játszik dobrón és mandolinon is. A zenélés mellett a tilburgi Factorium Tilburg-ban is tanít, de gyakran hívják tanítani más zeneiskolákba is. „Szeretek tanítani...bízom benne, hogy hasznos dolgokat tudok átadni a tanítványaimnak.” – mondta. A tanításon kívül szenvedélyes sportoló és Star Wars-rajongó. Imád olvasni, legtöbbször sci-fi-regényeket olvas.
Zeneileg olyan nagy nevek hatottak rá, mint a már említett Iron Maiden, vagy az Anthrax.

## Karrier
Ruud több rockbandában is játszott, később csatlakozott a holland Brotherhood Foundation nevű bandához. Két éven át volt a banda tagja, 1998-ban a Dynamo Fesztiválon találkozott az akkor már ismert Within Temptation-nel.
A Brotherhood Foundation után a szintén holland Vals Licht (Hamis Fény) nevű bandával kezdett dolgozni. A Vals Licht ebben az időszakban újnak számított ebben a stílusban, kőkemény zenével és még keményebb holland nyelvű dalszövegeikkel. Egy hónappal később Ruud telefonhívást kapott Robert Westerholt-tól, a Within Temptation alapítójától és dalszövegírójától. Michiel Papenhove, a banda akkori gitárosa ugyanis fontolgatta, hogy kiválik a bandából. Ruud azonban nemet mondott, hiszen alig egy hónapja volt a Vals Licht tagja. Később azonban a banda egyik tagjánál rákot diagnosztizáltak, így kétséges volt, folytatják-e a zenélést. A Within Temptation újra megkereste Ruud-öt az ajánlattal, de újra nemleges választ kaptak.

## Within Temptation
2001-ben a banda Mexikóvárosban lépett fel, Ruud csatlakozott hozzájuk mint helyettesítő gitáros. Ez a közös fellépés ébresztette rá Ruud-öt arra, hogy a bandában meglenne a helye. Sajnos azonban a Within Temptation-nek akkoriban volt gitárosa, így a csatlakozás sajnos lehetetlennek tűnt. Később ez a gitáros kivált a bandából, a Within Temptation pedig újra megkereste Ruud-öt, aki a harmadik felkérésre már nem mondott nemet.
Hivatalosan 2002-től a Within Temptation gitárosa.

## For All We Know
Ruud jelenleg szólóproject-jén, a For All We Know-n dolgozik. A project elkészítésében Kristoffer Gildenlöw és Wudstik vannak segítségére, az albumról eddig két demo került bemutatásra, a keményebb hangzású Embrace/Erase/Replace és a romantikusabbra sikeredett Nothing More. "...erősen akusztikus lemezt akarok készíteni, de ennek ellenére rock album, metál album lesz." -mondja Ruud.
Egy másik interjúban így mesél a készülő produkcióról:
"Úgy hiszem mindenki biztos válasz után kutat. Még ha tudat alatt is. Éppen ezért ez többféleképpen magyarázható. Az egyetlen vitatható dolog a névvel kapcsolatban, hogy talán kérdések helyett szemöldökhúzogatást eredményez, amikor kimondod a rövidítését: FAWK. Ó, igen, ez csak egy jelentéktelen részlet... Zeneileg alapjábanvéve kemény lesz. Természetesen nagyon gitárorientált. Nem egy táncdal lesz, de gitárilag (már ha létezik ilyen szó) érdekes. Néhány kulcsszó, mely most eszedbe juthat: kemény, hisztérikus, dallamos, atmoszferikus, ambient, kellemes, lágy... Nézd meg kik azok, akik hatottak rám zeneileg az általános információknál! Látni fogod, hogy milyen zenét hallgatok. Úgy vélem, elkerülhetetlen, hogy ezeknek a bandáknak és előadóknak az "összetevőik" ne jelenjenek meg a saját zenei főztömben. És nem, ez nem olyan lesz, mint a Within Temptation. Mi értelme lenne olyan önálló projectet összehozni, mint a saját zenekarom?"

## Érdekességek
Mindennapjait a dalszövegíráson és a koncertezésen kívül az 501-es légió (Star Wars-fanként csatlakozott egy holland klubhoz) és más zenekarokban való közreműködés teszi ki. Ruud tagja a barátai által létrehozott Maiden United nevű bandának, amely Iron Maiden-dalokat ad elő, és az Up The Irons nevű, szintén Iron Maiden tribute-bandának.
A Starfacts magazinnak adott interjújában elmesélte, egy teljes szobára való Star Wars-figurája van, mindemellett Middle-Earth és Magic-The Gathering kártyajátékokat játszik és gyűjti is ezeket a játékokat. A Star Wars mellett szenvedélyes Gyűrűk Ura-rajongó.

## Akik hatottak rá
Sigur Rós, Pain of Salvation, Jules Verne, Opeth, Porcupine Tree, Jonathan Safran Foer, David Bowie, Iron Maiden, Further Seems Forever, Frank Zappa, Anthrax, Paul Arden, Oceansize, Cynic, Kiss, Bill Bryson, David Lee Roth, Van Halen, Queen, Devin Townsend, Faith No More, Fates Warning, Muse, Rush, Nickelcreek, Mark Twain, Black Sabbath, Alison Krauss, Chris Thile, Sting, Blue Highway, Sarah McLachlan, Bruce Springsteen, Dillinger Escape Plan, Bill Hicks, Gram Parsons, Incubus, John Denver, Stephen King, Johnny Cash, Camel, Rosemary's Sons, Ryan Adams, SOAD, Kate Bush, Rufus Wainwright, Barbra Streisand, The Wallflowers, Jack Kerouac, Scorn, Dave Matthews Band, George Orwell, Bon Jovi, NIN, John Mayer, Deftones, Mew, Goo Goo Dolls, Jedi Master Yoda, Marillion, Scott Henderson, Jeff Buckley, Led Zeppelin, Renaissance, Pat Metheny, Harry Mulish, Silverchair, The Mars Volta, Vertical Horizon, Andrew Lloyd Webber, Coheed and Cambria, Meshuggah, George Lucas, Spock's Beard, The Tea Party stb.

## Diszkográfia
A Within Temptationnel
- Mother Earth Tour 		2002
- Running Up That Hill (EP)	 	2003
- Stand My Ground (Single) 2004
- The Silent Force 			2004
- Jillian (I'd Give My Heart) 			2005
- The Silent Force Tour			2005
- Memories (Single)			2005
- Angels (Single) 2005
- What Have You Done (Single) 2007
- The Heart of Everything 2007
- Frozen (Single) 2007
- The Howling (EP) 2007
- All I Need (Single) 2007
- Forgiven (Single) 2008
- Black Symphony 2008

Más bandákkal
- The Outsidaz					(2001)	-	The Outsidaz
- Attacks When Provoked 	 	 (2002)	-	Lieke
- All in Hand 				 (2002)	-	Rosemary’s Sons
- Luidkeels 				 (2003)	-	Vals Licht
- Woensdag Soundtrack				(2004)	-	Asura Pictures
- The Rebel in You (2006) - Yellow Pearl